# 시누이올케들
《시누이올케들》(Les Belles-sœurs)은 1965년에 미셸 트랑블레가 쓴 희곡이다. ‘퀘벡 프랑스어’를 구사하는 캐나다 작가 가운데 가장 유명한 작가, 미셸 트랑블레의 데뷔작이다. 살림살이 고만고만한 여자들이 옹기종기 모여 사는 한 마을에서 제르멘이 엄청난 경품에 당첨된다. 경사를 축하하려고 모인 이웃 여자들의 마음에 시기와 질투가 자라고 그녀들 사이에 끝에 난투가 벌어진다.

## 베경
미셸 트랑블레는 ‘퀘벡 프랑스어’로 작품 활동을 하고 있는 캐나다 작가 중 가장 유명한 작가이다. 최근 20년간 가장 뛰어난 몬트리올 극작가로 꼽히며 1992년 몬트리올저널연극그랑프리 수상 외 화려한 수상 경력을 자랑한다. <시누이올케들>은 그의 데뷔작이다.
제르멘이 경품에 당첨된다. 이 경품을 수령하는 방식이 좀 번거롭다. 당첨 대가로 받은 우표를 우표책에 붙여야 경품과 교환할 수 있다. 붙여야 할 우표가 무려 백만 장이다. 제르멘은 딸, 시누이, 시누이의 어머니는 물론 이웃 여자들을 모조리 불러 모아 우표 붙이기 작업에 돌입한다. 경품을 받아 집을 새단장할 꿈에 부풀어. 그녀들의 수다가 시작되고, 고된 삶에 대한 한탄이 쏟아진다. 시간이 지나면서 그녀들의 마음에는 제르멘에 대한 시기와 질투가 자리잡는다. 이윽고 난투가 벌어지고 여자들만의 소규모 축제는 엉망진창으로 끝난다. 백만 장의 우표가 허공에 날리며 체념한 듯한 여자들의 노랫소리가 들려오는 가운데 막이 내린다.
이주 여성, 특히 노동자 계급 여성 공동체의 속성을 보여 준다. 이들은 이 공동체를 벗어나새로운 삶을 찾고 싶어 한다. 하지만 현실적 한계에 부딪쳐 공동체를 벗어나려는 이들의 시도는 매번 좌절된다.
개인과 공동체의 갈등이라는 보편적인 주제를 작가 특유의 섬세함으로 미묘하게 드러냈다. 무대장치와 공간, 소품 사용을 통해 주제를 강화하는 분위기를 형성하는 트랑블레의 극작 특징이 잘 드러난 작품이다.